# Mae Yao
 (août 2022).
Mae Yao est une ville de Thaïlande située dans la province de Chiang Rai, dans le district de Mueang Chiang Rai. En 2005 sa population était de 19 958 habitants.